# Mokra Gora (Užice)
Pour les articles homonymes, voir Mokra Gora.
Mokra Gora (en serbe cyrillique : Мокра Гора) est un village de Serbie situé sur le territoire de la Ville d'Užice, district de Zlatibor. Au recensement de 2011, il comptait 545 habitants.

## Géographie
Mokra Gora est située à la fois sur les pentes septentrionales des monts Zlatibor, que sur les pentes méridionales des monts Tara et de la frontière entre la Bosnie-Herzégovine et la Serbie. Le territoire du village s'étend sur environ 55 km2. L'altitude y est particulièrement constrastée, le point le plus bas étant situé à 460 m et le point le plus élevé se trouvant à 1 544 m au mont Zborište.

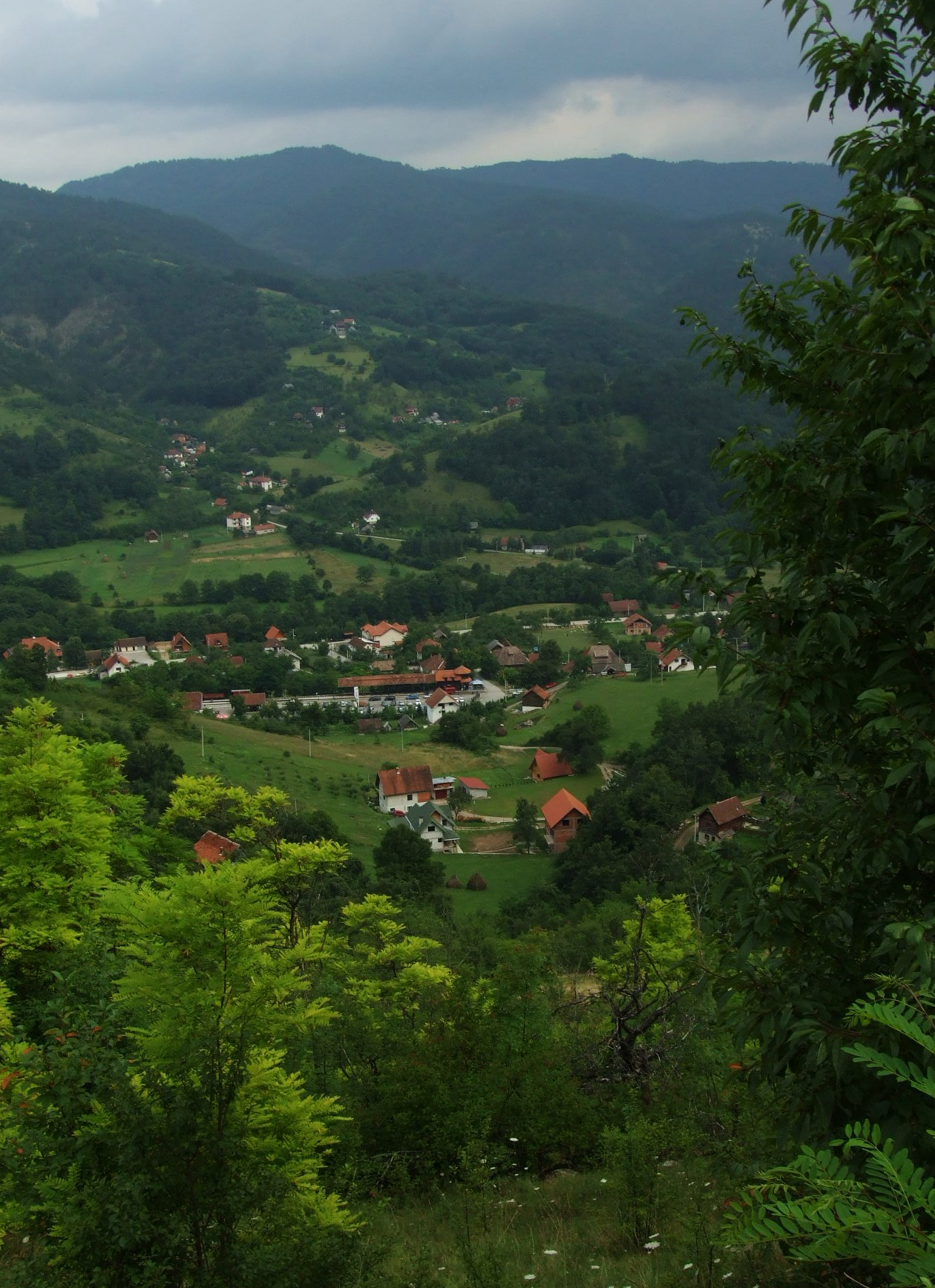
Mokra Gora vue de Küstendorf/Drvendrag

## Démographie

### Évolution historique de la population
| 1948  | 1953  | 1961  | 1971  | 1981 | 1991 | 2002 | 2011 |
| ----- | ----- | ----- | ----- | ---- | ---- | ---- | ---- |
| 1 398 | 1 468 | 1 310 | 1 139 | 870  | 816  | 605  | 545  |

|  |

## Culture
Chaque année Mokra Gora organise  une manifestation culturelle appelée Les Journées du patrimoines.
En 2008, le réalisateur Emir Kusturica a créé le Festival international du film et de la musique de Küstendorf, qui a lieu à Küstendorf/Drvengrad, le « village en bois », près de Mokra Gora ; organisé autour d'une compétition de courts-métrages à laquelle participent de jeunes réalisateurs et des étudiants en cinéma, trois récompenses principales y sont décernées : l'Œuf d'or, l'Œuf d'argent et l'Œuf de bronze. La création de ce festival s'inscrit dans le prolongement d'une École de cinéma ouverte dans le village en 2005. Lors de l'édition 2011 de cette manifestation, le ministre serbe de la culture Nebojša Bradić a annoncé l'ouverture d'une Maison des écrivains à Küstendorf, apportant par ailleurs un soutien de 25 millions de dinars au festival.

## Économie
L'usine Kotroman, à Mokra Gora appartient au secteur de l'industrie chimique ; cette entreprise fait partie du groupe SHTS, un acronyme pour Savez Hemičara i Tehnologa Srbije (« Association des chimistes et ingénieurs chimistes de Serbie ») ; elle produit notamment des matériaux en PVC, de la peinture et des vernis.

## Tourisme

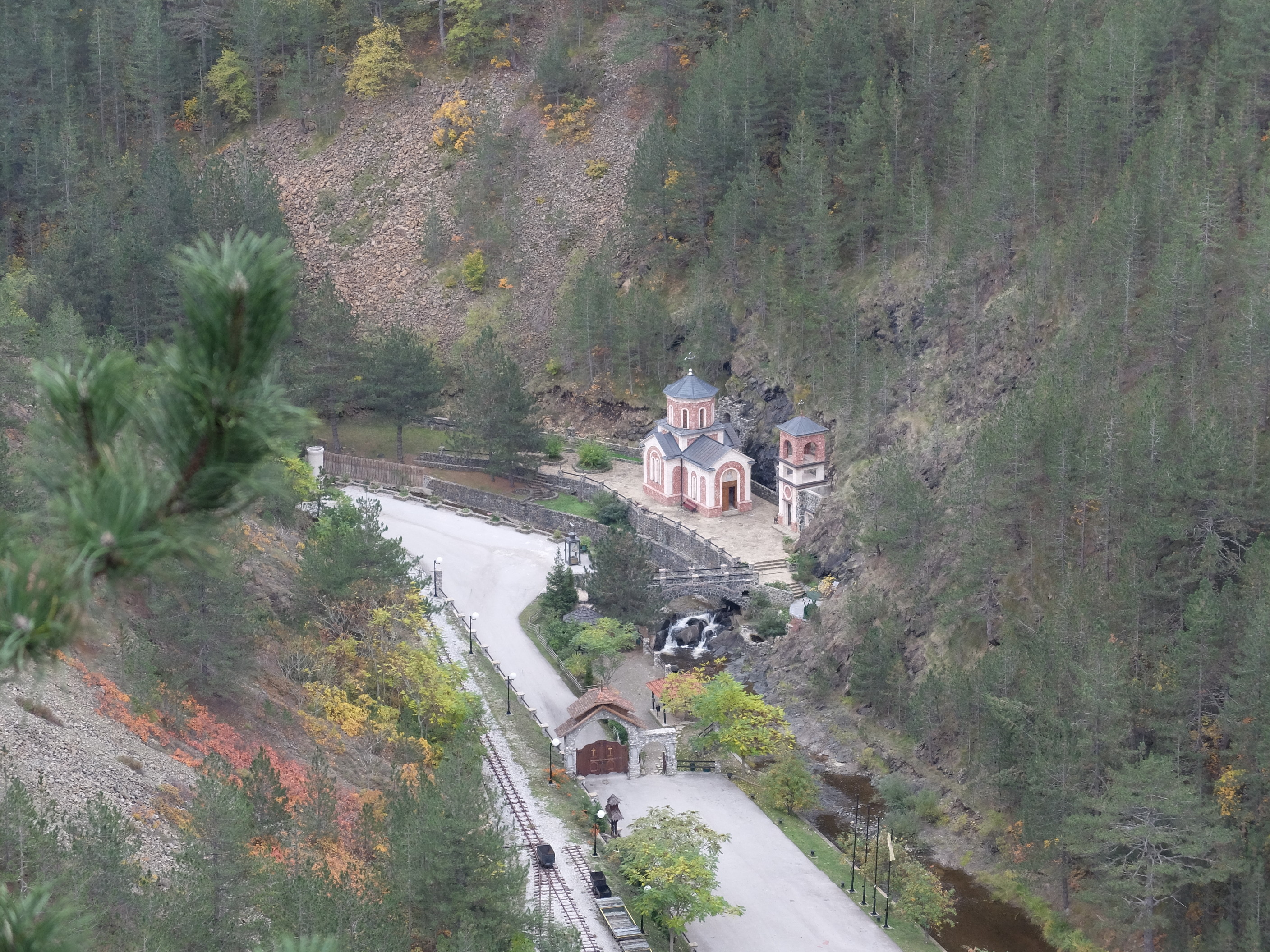
Izvor Bela Voda

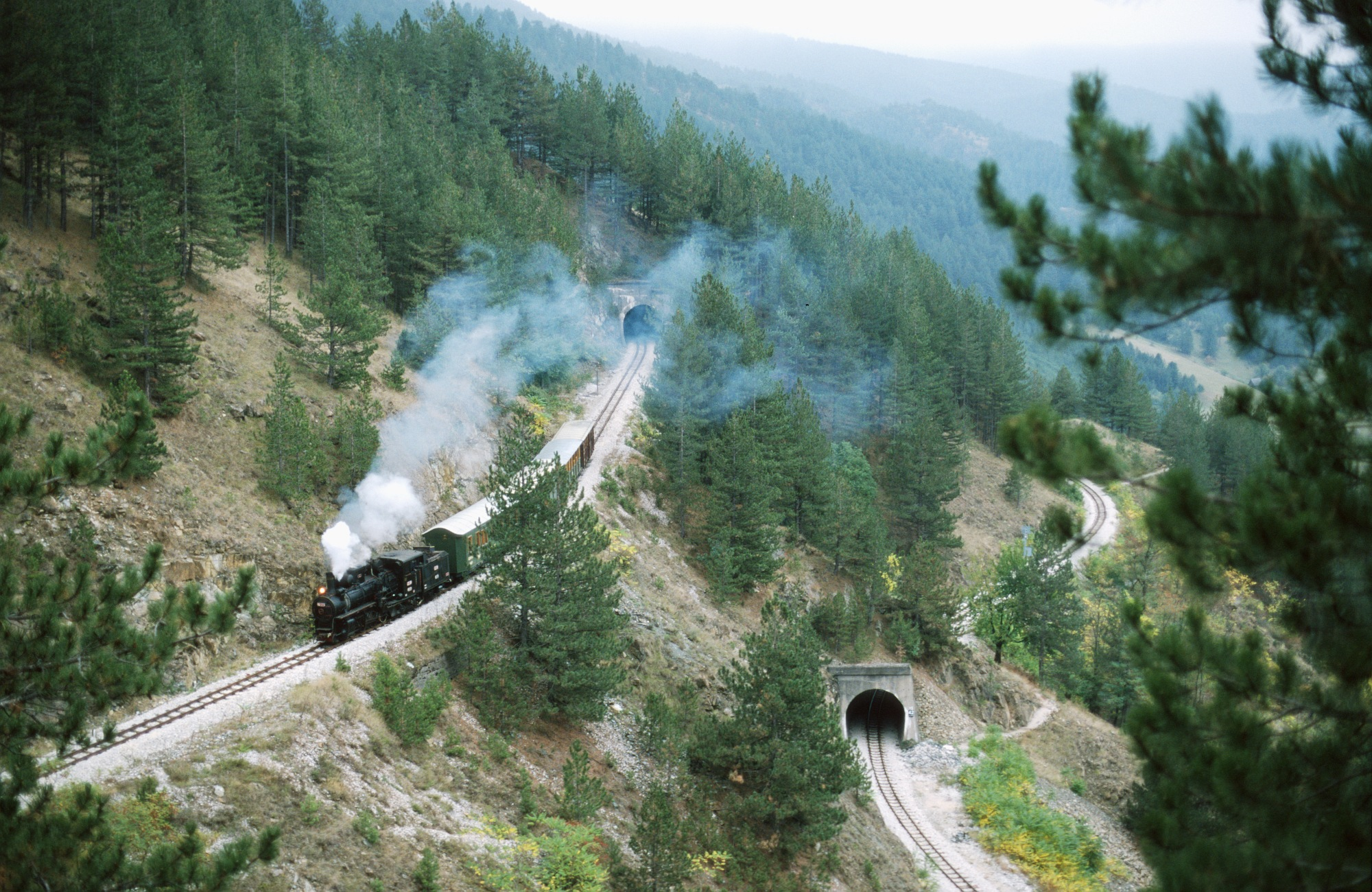
Le Huit de Šargan

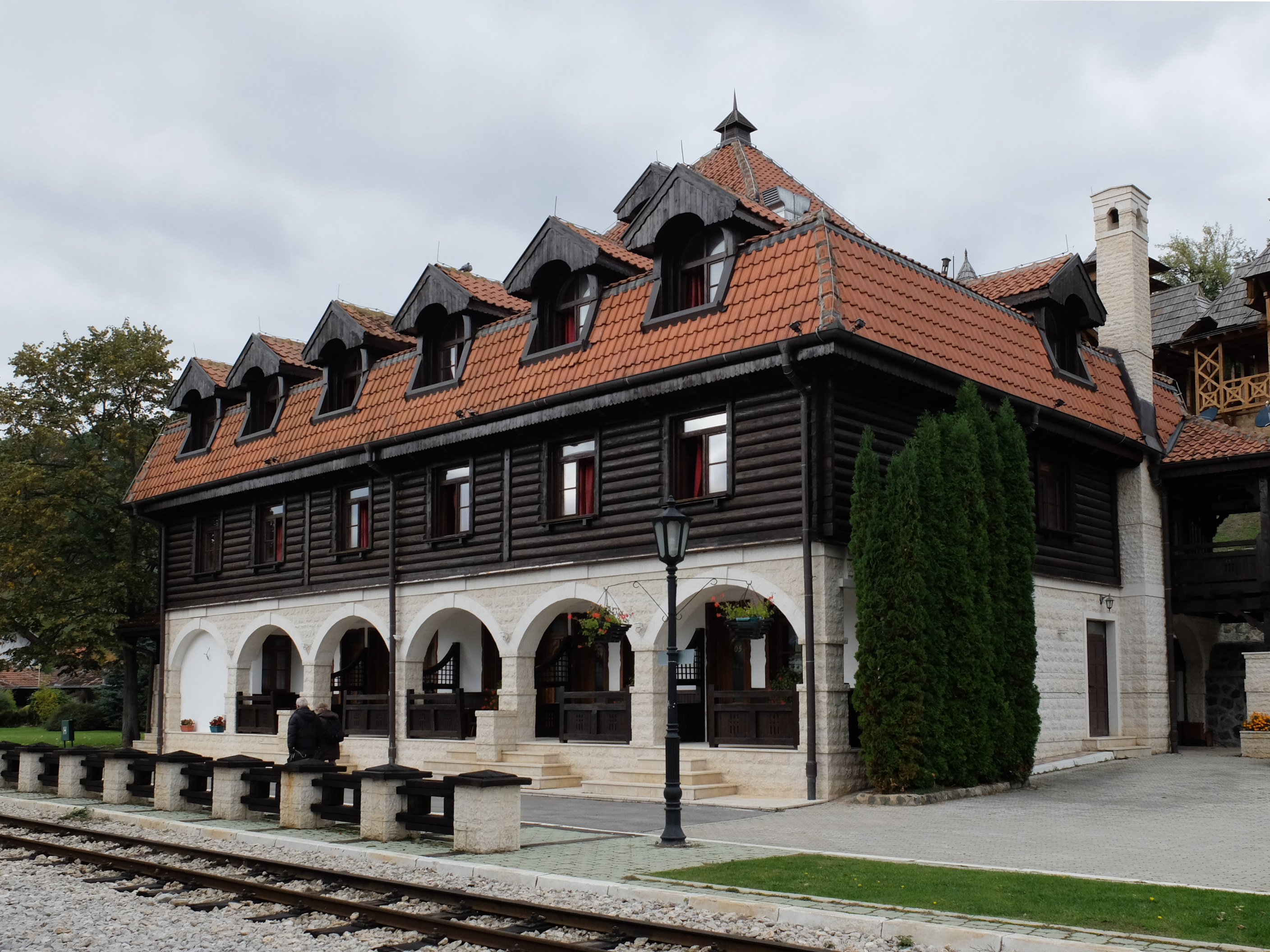
Mokra Gora (Motel)

Mokra Gora et ses environs offrent toutes sortes de possibilités pour le tourisme rural. Le village est situé dans le parc naturel de Šargan-Mokra Gora ; on y trouve de nombreuses gorges, comme celles du Suvi Potok, de l'Ograđenica, de la Kamišna, de la Dubošca, de la Đoga et du Skakavac, particulièrement riches en vie sauvage. Le mont Vao (1 219 m) est entouré par les hameaux de Timotijevići, Podstenje, Turudići et Milekići ; cette montagne calcaire possède de nombreuses grottes dont les plus connues sont celles de Hajdučka et de Crvena. La flore y abonde, avec des espèces comme Centaurea alpina, Orno-Ostryetum, Halacsya sendtneri, Potentilla mollis ou Potentillo-Halascyetum sendtneri ; parmi les espèces animales les plus remarquables, on peut citer le grand tétras (Tetrao urogallus) ou l'ours brun (Ursus arctos).

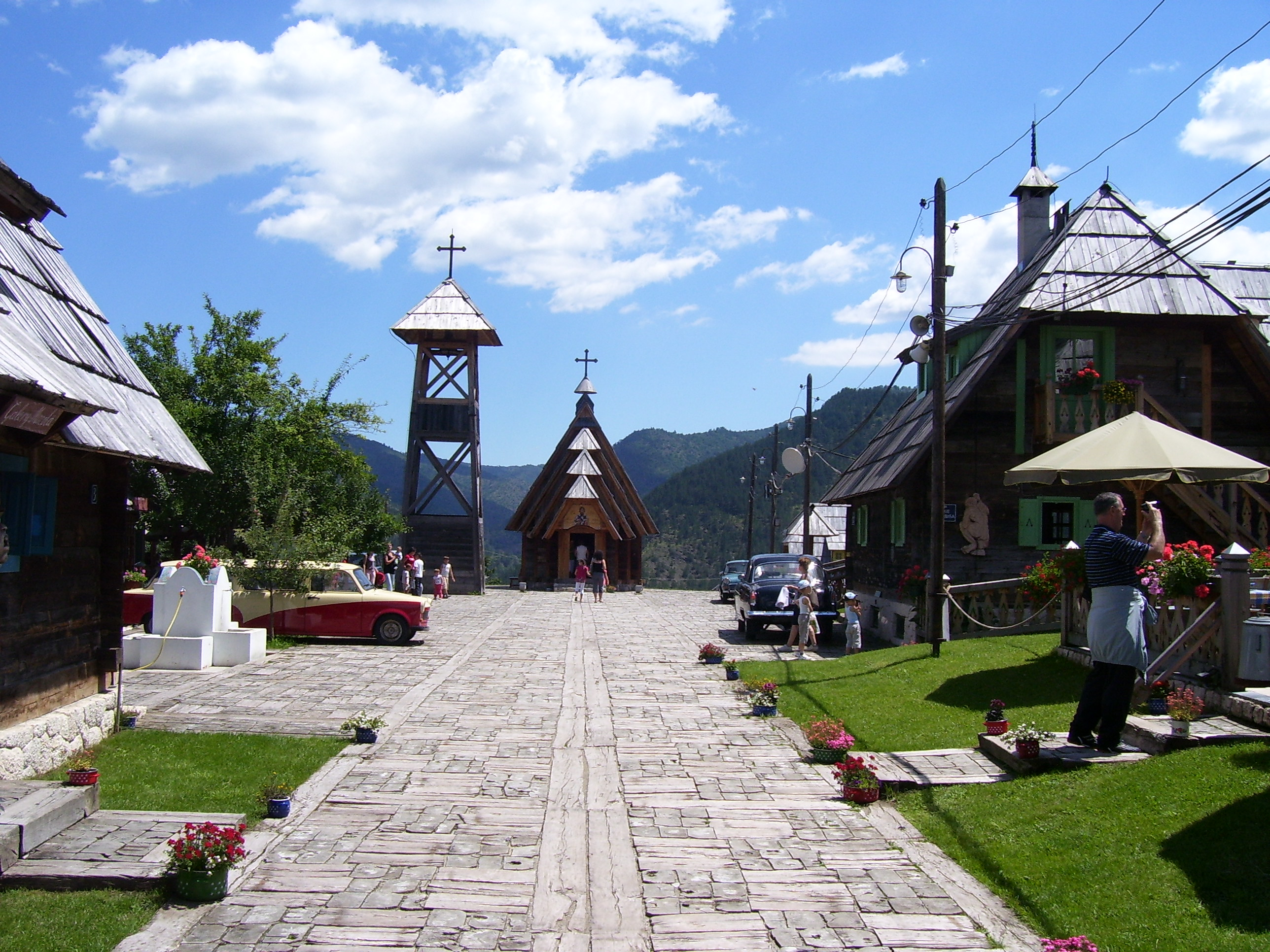
La rue principale de Küstendorf/Drvengrad

Mokra Gora est également connue pour le Huit de Šargan (en serbe : Шарганска осмица et Šarganska osmica), une ligne de chemin de fer touristique, longue d'environ 15 km, qui relie Mokra Gora à Šargan Vitasi ; elle doit son surnom au fait que, vue du ciel, elle ressemble à un "8", disposition qui permet au train de gravir progressivement la pente escarpée de la montagne ; autrefois, la Šarganska osmica constituait un tronçon de la ligne Belgrade-Sarajevo. Construite en 1920, elle fut fermée en 1974. La partie actuellement en service a été reconstruite entre 1999 et 2003. Une prolongation est prévue jusqu'à Višegrad, en Bosnie-Herzégovine,. Le réalisateur serbe Emir Kusturica a popularisé cette ligne grâce son film La Vie est un miracle.
À proximité de Mokra Gora se trouve le village de Küstendorf ou, en serbe, Drvengrad, le « village en bois ». Bâti de toutes pièces par Kusturica pour les besoins de son film, il se veut la reconstitution d'un village serbe typique du XIXe siècle. En raison de sa qualité, le village a remporté en 2005 le prix européen d'architecture Philippe Rotthier pour la reconstruction de la ville. Il est aujourd'hui une destination particulièrement appréciée des touristes.
Le village obtient en 2021 le label Meilleurs villages touristiques de l'Organisation mondiale du tourisme.